# ماندلسهاگن
ماندلسهاگن (به آلمانی: Mandelshagen) یک منطقهٔ مسکونی در آلمان است که در بلانکنهاگن واقع شده‌است. ماندلسهاگن ۲۵۶ نفر جمعیت دارد.